# Polycyrtus texanus
Polycyrtus texanus är en stekelart som först beskrevs av Porter 1977.  Polycyrtus texanus ingår i släktet Polycyrtus och familjen brokparasitsteklar. Inga underarter finns listade i Catalogue of Life.